# GPA (Unternehmen)
GPA (bis 2013 Grupo Pão de Açúcar, deutsch: „Zuckerhut-Gruppe“) ist ein brasilianisches Einzelhandelsunternehmen mit Firmensitz in São Paulo.
Die Grupo Pão de Açúcar wurde 1948 gegründet. Hauptaktionär (41 %) ist seit 2011 das französische Handelsunternehmen Groupe Casino, zu dem unter anderem Géant gehört. Das Unternehmen  war 1999 zunächst mit 22 % eingestiegen.
Zusätzlich zur Supermarktkette Pão de Açúcar besitzt GPA die Ketten Extra und Assaí, die in der gleichen Branche aktiv sind, und ist Eigentümer der auf stationären und Online-Verkauf von Elektronik-Artikeln spezialisierten Ketten Casas Bahia und Pontofrio. Die GPA betreibt auch die Barateiro-Websites. Das Unternehmen betreibt Einzelhandelsgeschäfte in etwa 20 Bundesstaaten und dem Bundesdistrikt Brasiliens. Es ist neben Brasilien noch in Kolumbien, Uruguay und Argentinien vertreten. Die Umsätze verteilen sich wie folgt (Stand 2021): Brasilien (52,5 %), Kolumbien (36,6 %), Uruguay (7,5 %), Argentinien (3,4 %).

## Geschichte
Im Alter von 16 Jahren wanderte Valentim dos Santos Diniz (1913–2008) 1929 von Portugal nach Brasilien ein und heiratete 1936 in São Paulo Floripes Pires, mit der er einen Lebensmittelladen eröffnete. 1949 eröffnete er den Süßwarenladen Doceria Pão de Açúcar in der Av. Brigadeiro Luís Antonio, São Paulo. Er bot dort den traditionellen Nachmittagstee und einen Buffetservice an. Sein Sohn Abilio (* 1936) suchte in Standesämtern und kirchlichen Bekanntmachungen nach Daten von Taufen und Hochzeiten und bot Snacks und Süßigkeiten an, die er den Kunden nach Hause lieferte.
1952 eröffnete Valentim Diniz eine weitere Filiale und 1959 eröffnete er, neben seinem ersten Süßwarenladen, seinen ersten Supermarkt: Supemercado Pão de Açúcar. Zwei weitere Supermärkte folgten. Durch den Zukauf der Lebensmittelgeschäftskette Sirva-se erreichte Pão de Açúcar 1965 11 Filialen. Daraufhin schickte Diniz seinen Sohn Abilio zum Studium in die Vereinigten Staaten, wo er Marketing an der University of Dayton und Wirtschaftswissenschaften an der University of Columbia studierte. In Frankreich, absolvierte Abilio 1967 ein mehrmonatiges Praktikum bei dem späteren Hauptkonkurrenten in Brasilien, Carrefour.
Im Jahr 1968, als die Kette bereits 64 Filialen umfasste, wurden Filialen in Portugal, Angola und Spanien gegründet. 1971 gründeten Vater und Sohn mit Jumbo den ersten Hypermarkt Brasiliens in Santo André. 1976 übernahm Pão de Açúcar, die inzwischen zur zweitgrößten Einzelhandelskette Brasiliens aufgestiegen war, den finanziell stark angeschlagen größten Einzelhändler Brasiliens, Eletroradiobraz, die aus acht Supermärkten, 26 Hypermärkten, 16 Kaufhäusern und einem Warenhaus bestanden.
Aus Verärgerung zog sich Abilio aus der Unternehmensleitung von Pão de Açúcar zurück, als sein Vater 1978 beschloss, das Unternehmen unter seinen sechs Kindern aufzuteilen. Abilio beriet nun vor allem den Nationalen Währungsrat Brasiliens.
In den nächsten Jahren wuchs der Konzern zwar auf 626 Filialen an, lief aber nicht profitabel, so dass Valentim Diniz seinen Sohn Mitte 1989 bat wieder in das Unternehmen einzutreten. Dieser bat sich jedoch Bedenkzeit aus.
Am 11. Dezember 1989 wurde Abilio Diniz aus seinem Auto heraus von 10 Terroristen gekidnapped, unter ihnen zwei kanadische Studenten der Simon Fraser University, um 30 Millionen US-Dollar Lösegeld für die Guerilla-Organisation FMLN in El Salvador zu erpressen. Nach sechs Tagen konnte er von der Polizei unverletzt befreit werden. Danach entschied er sich in das Unternehmen zurückzukehren. Abilio wurde Geschäftsführer, der Rest der Familie ging in den Aufsichtsrat.
Abilio Diniz kaufte im Januar 1994 den Anteil der Geschwister und übernahm die alleinige Leitung des Unternehmens. Um das Unternehmen zu rekapitalisieren, ging es 1995 an die Börse. 1997 Jahre wurden die Aktien von GPA bereits an der New Yorker Börse gehandelt. Der nächste Schritt war die Suche nach einem strategischen Partner, der das Unternehmen internationalisieren sollte. In der französischen Groupe Casino wurde 1999 ein Partner gefunden, der 22 % der Aktien übernahm.

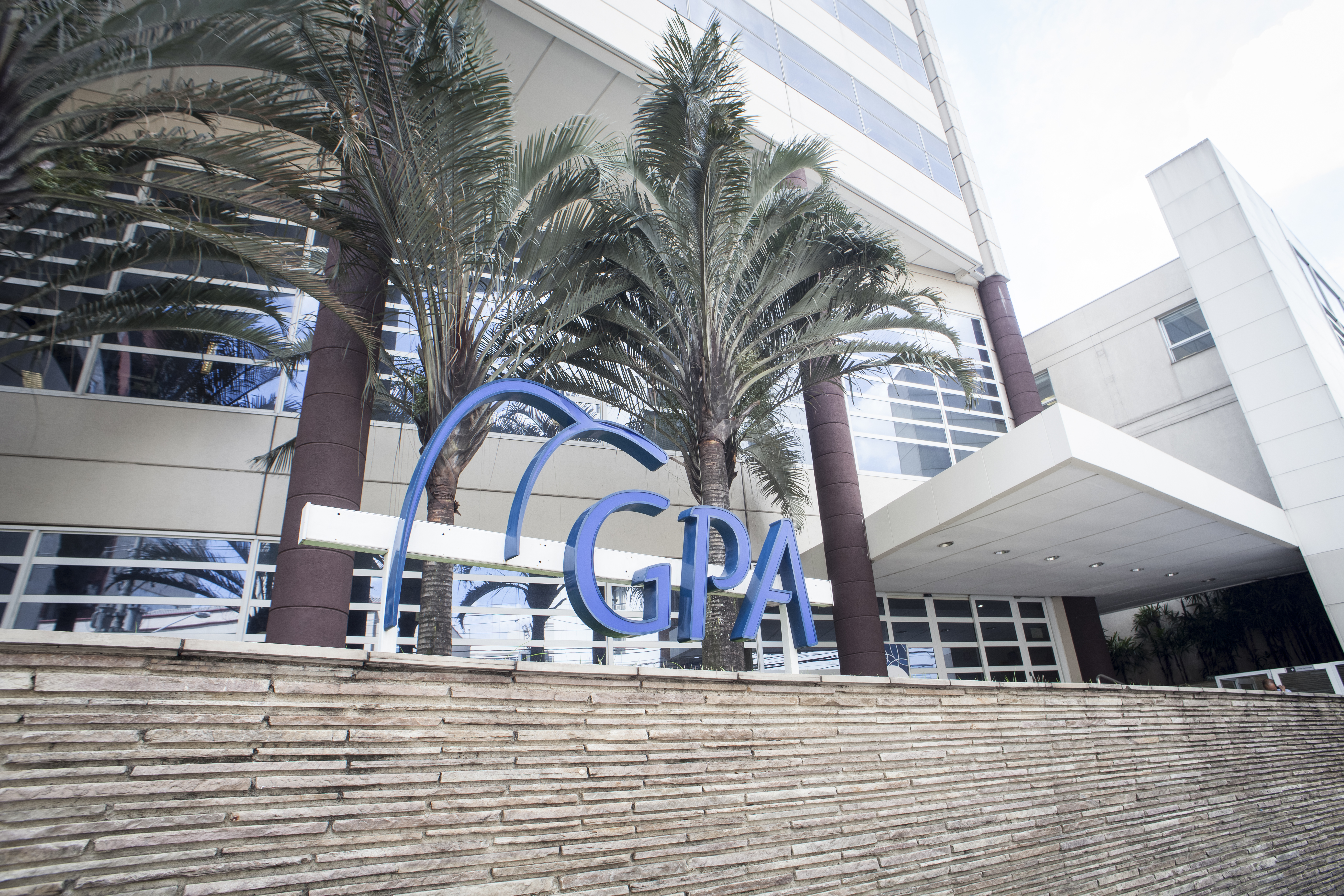
Hauptquartier GPA in São Paulo

## Marken der Einzelhandelsgeschäfte in Brasilien
- Pão de Açúcar
- Casas Bahia
- Extra
- Assaí Atacadista
- Pontofrio